# Hymenophyllum tarapotense
Hymenophyllum tarapotense là một loài dương xỉ trong họ Hymenophyllaceae. Loài này được Stolze mô tả khoa học đầu tiên năm 1989.
Danh pháp khoa học của loài này chưa được làm sáng tỏ. 